# Подунавци
Подунавци су насеље у Србији у општини Врњачка Бања у Рашком округу. Према попису из 2022. било је 1337 становника.

## Географске одлике
Подунавци леже у плодној равници Западног Поморавља која се протеже долином реке Западне Мораве од краљевачког теснаца на западу, па низводно до трстеничке сутеске на истоку. Село се налази на десној, јужној обали Западне Мораве. Атар села се простире на површини од 732 хектара и простире се од обале реке према планини Гочу, захватајући и његове најниже огранке који се благо спуштају у речну долину.
Северну границу сеоског атара чини река Западна Морава, на чијој је другој обали село Стубал. Према истоку и југу је село Грачац, а на западу Вранеши.
Надморска висина села се креће од најниже коте у моравском кључу која износи 177 метара, до највише коте у јужном делу сеоског атара која је висока 235 метара. По свом географском положају и незнатним разликама у надморској висини, Подунавци спадају у равничарска насеља.
Са југа Подунавци су заклоњени планинским билом Гоча (1.216 m) и његовим огранцима са висовима Крња јела (1.127 m), Јеленац (923 m), Лазови (696 m), Чинар (442 m) и други. На северу, са друге стране Западне Мораве простиру се Гледићке планине, док су источна и западна страна отворене широком речном долином.
Кроз село протичу Подунавска река (која настаје од Вујашког потока и потока Букуровац) као и Јелошнички поток. Ове воде извиру на гочким странама и теку правцем југ — север. Подунавска река и Јелошнични поток уливају се у Грачачку реку непосредно пред њеним ушћем у Западну Мораву.
Подунавци се налазе у пољу умерено континенталне климе. Пошто хидрометеоролошка посматрања у селу нису вршена, за неке приближне податке се користе мерења која су систематски вршена у оближњој Врњачкој Бањи. Према таквом упоређивању, средња годишња температура у Подунавцима износила би око 10,7° C, средња летња 21° C, а средња зимска око 0° C. Најчешће се јављају средње дневне температуре од 16° C до 21° C, и то око 80 дана у години, док је свега око 38 дана у години са температуром испод нуле.
Средња количина атмосферског талога износи 770 mm. Највише талога пада у јуну, а најмање у септембру.

## Демографија
У насељу Подунавци живи 1157 пунолетних становника, а просечна старост становништва износи 39,6 година (38,9 код мушкараца и 40,2 код жена). У насељу има 422 домаћинства, а просечан број чланова по домаћинству је 3,43.
Ово насеље је великим делом насељено Србима (према попису из 2002. године), а у последња три пописа, примећен је пораст у броју становника.
|  |

| Демографија | Демографија | Демографија |
| Година      | Становника  | Становника  |
| ----------- | ----------- | ----------- |
| 1948.       | 710         |             |
| 1953.       | 762         |             |
| 1961.       | 811         |             |
| 1971.       | 1.070       |             |
| 1981.       | 1.315       |             |
| 1991.       | 1.365       | 1.347       |
| 2002.       | 1.446       | 1.488       |

| Етнички састав према попису из 2002.‍ | Етнички састав према попису из 2002.‍ | Етнички састав према попису из 2002.‍ | Етнички састав према попису из 2002.‍ | Етнички састав према попису из 2002.‍ |
| ------------------------------------ | ------------------------------------ | ------------------------------------ | ------------------------------------ | ------------------------------------ |
|                                      |                                      |                                      |                                      |                                      |
| Срби                                 | Срби                                 |                                      | 1.405                                | 97,16%                               |
| Бугари                               | Бугари                               |                                      | 10                                   | 0,69%                                |
| Црногорци                            | Црногорци                            |                                      | 7                                    | 0,48%                                |
| Хрвати                               | Хрвати                               |                                      | 2                                    | 0,13%                                |
| Руси                                 | Руси                                 |                                      | 2                                    | 0,13%                                |
| Украјинци                            | Украјинци                            |                                      | 1                                    | 0,06%                                |
| Румуни                               | Румуни                               |                                      | 1                                    | 0,06%                                |
| Југословени                          | Југословени                          |                                      | 1                                    | 0,06%                                |
| непознато                            | непознато                            |                                      | 16                                   | 1,10%                                |

| \| \| м \| \| \| ж \| \| ? \| 2 \| \| \| 2 \| \| 80+ \| 10 \| \| \| 14 \| \| 75—79 \| 15 \| \| \| 30 \| \| 70—74 \| 30 \| \| \| 45 \| \| 65—69 \| 44 \| \| \| 42 \| \| 60—64 \| 48 \| \| \| 42 \| \| 55—59 \| 32 \| \| \| 28 \| \| 50—54 \| 57 \| \| \| 55 \| \| 45—49 \| 50 \| \| \| 64 \| \| 40—44 \| 52 \| \| \| 50 \| \| 35—39 \| 57 \| \| \| 40 \| \| 30—34 \| 55 \| \| \| 43 \| \| 25—29 \| 49 \| \| \| 54 \| \| 20—24 \| 47 \| \| \| 56 \| \| 15—19 \| 53 \| \| \| 48 \| \| 10—14 \| 43 \| \| \| 47 \| \| 5—9 \| 42 \| \| \| 43 \| \| 0—4 \| 28 \| \| \| 29 \| \| Просек : \| 38,9 \| \| \| 40,2 \| |      |  |  |      |
| |      |  |  |      |
| | м    |  |  | ж    |
| ? | 2    |  |  | 2    |
| 80+ | 10   |  |  | 14   |
| 75—79 | 15   |  |  | 30   |
| 70—74 | 30   |  |  | 45   |
| 65—69 | 44   |  |  | 42   |
| 60—64 | 48   |  |  | 42   |
| 55—59 | 32   |  |  | 28   |
| 50—54 | 57   |  |  | 55   |
| 45—49 | 50   |  |  | 64   |
| 40—44 | 52   |  |  | 50   |
| 35—39 | 57   |  |  | 40   |
| 30—34 | 55   |  |  | 43   |
| 25—29 | 49   |  |  | 54   |
| 20—24 | 47   |  |  | 56   |
| 15—19 | 53   |  |  | 48   |
| 10—14 | 43   |  |  | 47   |
| 5—9 | 42   |  |  | 43   |
| 0—4 | 28   |  |  | 29   |
| Просек : | 38,9 |  |  | 40,2 |

| Година пописа     | 1948. | 1953. | 1961. | 1971. | 1981. | 1991. | 2002. |
| ----------------- | ----- | ----- | ----- | ----- | ----- | ----- | ----- |
| Број домаћинстава | 169   | 181   | 212   | 298   | 372   | 363   | 422   |

| Број чланова      | 1  | 2  | 3  | 4  | 5  | 6  | 7  | 8 | 9 | 10 и више | Просек |
| ----------------- | -- | -- | -- | -- | -- | -- | -- | - | - | --------- | ------ |
| Број домаћинстава | 56 | 96 | 68 | 95 | 54 | 36 | 12 | 2 | 2 | 1         | 3,43   |

| Пол    | Укупно | Неожењен/Неудата | Ожењен/Удата | Удовац/Удовица | Разведен/Разведена | Непознато |
| ------ | ------ | ---------------- | ------------ | -------------- | ------------------ | --------- |
| Мушки  | 601    | 178              | 387          | 25             | 10                 | 1         |
| Женски | 613    | 111              | 389          | 96             | 16                 | 1         |
| УКУПНО | 1.214  | 289              | 776          | 121            | 26                 | 2         |

| Пол    | Укупно                    | Пољопривреда, лов и шумарство | Рибарство                            | Вађење руде и камена | Прерађивачка индустрија       |
| ------ | ------------------------- | ----------------------------- | ------------------------------------ | -------------------- | ----------------------------- |
| Мушки  | 321                       | 67                            | 0                                    | 0                    | 125                           |
| Женски | 219                       | 56                            | 0                                    | 0                    | 84                            |
| Укупно | 540                       | 123                           | 0                                    | 0                    | 209                           |
|        |                           |                               |                                      |                      |                               |
| Пол    | Производња и снабдевање   | Грађевинарство                | Трговина                             | Хотели и ресторани   | Саобраћај, складиштење и везе |
| Мушки  | 4                         | 18                            | 27                                   | 13                   | 16                            |
| Женски | 1                         | 2                             | 17                                   | 17                   | 2                             |
| Укупно | 5                         | 20                            | 44                                   | 30                   | 18                            |
|        |                           |                               |                                      |                      |                               |
| Пол    | Финансијско посредовање   | Некретнине                    | Државна управа и одбрана             | Образовање           | Здравствени и социјални рад   |
| Мушки  | 1                         | 12                            | 8                                    | 8                    | 4                             |
| Женски | 0                         | 0                             | 7                                    | 15                   | 14                            |
| Укупно | 1                         | 12                            | 15                                   | 23                   | 18                            |
|        |                           |                               |                                      |                      |                               |
| Пол    | Остале услужне активности | Приватна домаћинства          | Екстериторијалне организације и тела | Непознато            | Непознато                     |
| Мушки  | 6                         | 0                             | 0                                    | 12                   | 12                            |
| Женски | 1                         | 0                             | 0                                    | 3                    | 3                             |
| Укупно | 7                         | 0                             | 0                                    | 15                   | 15                            |